# Kennen Sie Kino?
Kennen Sie Kino? (Untertitel: Fernsehquiz für Kinogänger) war eine Quizsendung der ARD, die von 1968 bis 1984 ausgestrahlt  wurde. Sendeplatz war bis 1972 jeweils der Mittwoch um 21:00 Uhr. Dann zog das Quiz zunächst für einige Zeit auf einen anderen Sendeplatz am Samstagnachmittag um. Zuletzt lief das Quiz lange Jahre immer dienstags um 20:15 Uhr.

## Geschichte
Die Sendung ging erstmals am 1. Dezember 1968 im Dritten Fernsehprogramm NDR/RB/SFB mit Werner Schwier als Moderator auf Sendung. Ab 1970 lief das Fernsehquiz dann zunächst im ARD-Hauptabendprogramm nunmehr mit Hellmut Lange. Eigentlich nur als Gastmoderator vorgesehen, übernahm er die Reihe vom 7. Oktober 1970 bis zu seiner letzten Sendung am 16. Dezember 1980. Rainer Brandt führte das Quiz von 1981 bis 1984 fort.
Vor der Ära von Hellmut Lange moderierte der Leiter der Unterhaltungsabteilung des NDR und Fernsehproduzent Henri Regnier, der auch an der Entwicklung dieses Formates beteiligt war, im Jahr 1970 einmalig als Gast das Quiz.

## Spielablauf
Die Kandidaten bekamen zunächst verschiedene Ausschnitte aus Kinofilmen vorgeführt. Zu den gezeigten Filmen mussten im Anschluss unter anderem Fragen nach dem Titel, zu den mitwirkenden Schauspielern und den entsprechenden Regisseuren beantwortet werden. Gespielt wurden fünf Runden zu jeweils sieben Fragen. Die jeweilige Gewinnsumme konnte bis zu mehreren tausend Deutsche Mark betragen. Auch die Fernsehzuschauer hatten die Möglichkeit durch eigens gestellte Aufgaben mitzuraten und konnten bei dieser Gelegenheit Kinogutscheine gewinnen.
Ergänzend zu den gezeigten Filmausschnitten traten zum Teil auch die mitwirkenden Schauspieler, Synchronsprecher und Regisseure auf und erzählten im Interview vielfach von den Produktionen und Dreharbeiten. Zudem wurden den Fernsehzuschauern aktuelle Kinofilme vorgestellt.
Mit dem neuen Moderator Rainer Brandt erhielt die Sendung ab 1981 den Untertitel Rainer Brandt informiert über neue Filme. Neben den Quizrunden wurde mit neuem Schwerpunkt rund um aktuelle Kinofilme informiert.